# Paseo marítimo de Pontevedra
El Paseo marítimo de Pontevedra es una vía peatonal a lo largo de la orilla del mar frente a la ría de Pontevedra, en la ciudad española de Pontevedra. Este espacio público costero está construido en la zona urbana y semiurbana de la ciudad y define su encuentro con el mar y el río Lérez.

## Historia
A principios del siglo XX el espacio urbano del actual paseo estaba todavía ocupado por el mar antes de sucesivos rellenos y el borde litoral era un recorrido accidentado y pedregoso a lo largo de la Ría de Pontevedra y el río Lérez. El actual paseo peatonal tiene varios tramos que fueron construidos en distintas épocas por diferentes administraciones públicas.
Hasta 1997, las orillas del río Lérez no estaban urbanizadas. En 1996, la Junta de Galicia adjudicó a la constructora OCP las obras de acondicionamiento de la ribera desde el puente de los Tirantes hasta la zona de la playa del Lérez, incluyendo un nuevo acceso al barrio de Monte Porreiro. Las obras se iniciaron el 7 de octubre de 1996. El proyecto abarcó un total de 42.000 metros cuadrados en la margen izquierda del río. En la margen derecha, el proyecto consistió en la urbanización de una franja de 110.000 metros cuadrados con zonas verdes, puentes de madera, mejora de la masa forestal, instalación de mobiliario urbano e iluminación. El paseo, conocido como Paseo del Lérez, fue inaugurado por el presidente de la Junta de Galicia el 24 de julio de 1997. Desde ese día, esta vía peatonal se convirtió en el principal lugar de paseo de los pontevedreses.
En el año 2000, el Ministerio de Fomento inició la remodelación del camino de Orillamar (Beiramar en gallego) desde el puente del Burgo hasta el puerto de Corvaceiras. Frente al puente del Burgo se creó una rotonda con un estanque ornamental y se instaló la escultura Dorna del artista Xaime Quesada. Posteriormente fue trasladada a la calle Gorgullón durante una nueva reestructuración de la avenida de Uruguay en 2006. Las obras de este nuevo paseo peatonal a orillas de la Ría de Pontevedra fueron inauguradas por el vicepresidente del Gobierno español, Mariano Rajoy, el 20 de agosto de 2001.
En 2009, el Ayuntamiento de Pontevedra puso en marcha el proyecto de prolongación del paseo marítimo desde el puerto de Corvaceiras y la desembocadura del río Gafos hasta la ría de Pontevedra, para abrir la ciudad al mar. El proyecto fue diseñado por el arquitecto José Ramón Garitaonaindia de Vera. Se urbanizó el frente marítimo, se suprimió un carril de la autovía PO-12 y se ocuparon terrenos de dominio público marítimo. Se construyó un mirador sobre pilotes sobre la ría de Pontevedra, con vistas a la isla de Tambo. El paseo marítimo se inauguró el 25 de marzo de 2011.
En julio de 2017, el Ayuntamiento acondicionó el paseo del Lérez reparando grietas en el paseo peatonal y el carril bici paralelo a la avenida de Buenos Aires. También se reforzó un tramo de unos 300 metros, entre la playa del Lérez y el puente de los Tirantes, mediante la instalación de casi 700 pilotes con vigas colocados en el borde del paseo.
En junio de 2020, el Ministerio para la Transición Ecológica adjudicó a la empresa constructora San José la ampliación del paseo marítimo (incluyendo carril bici) en más de dos kilómetros, desde la rotonda de Malvar hasta Placeres, en la parroquia de Lourizán. Las obras comenzaron en agosto de 2020. El primer kilómetro y trescientos metros de este tramo del paseo marítimo se abrieron oficialmente a los peatones el 26 de febrero de 2022.

## Descripción
Visualmente y en el inconsciente colectivo, el Paseo Marítimo, el Paseo de Orillamar y el Paseo del Lérez forman una única arteria costera: Orillamar.

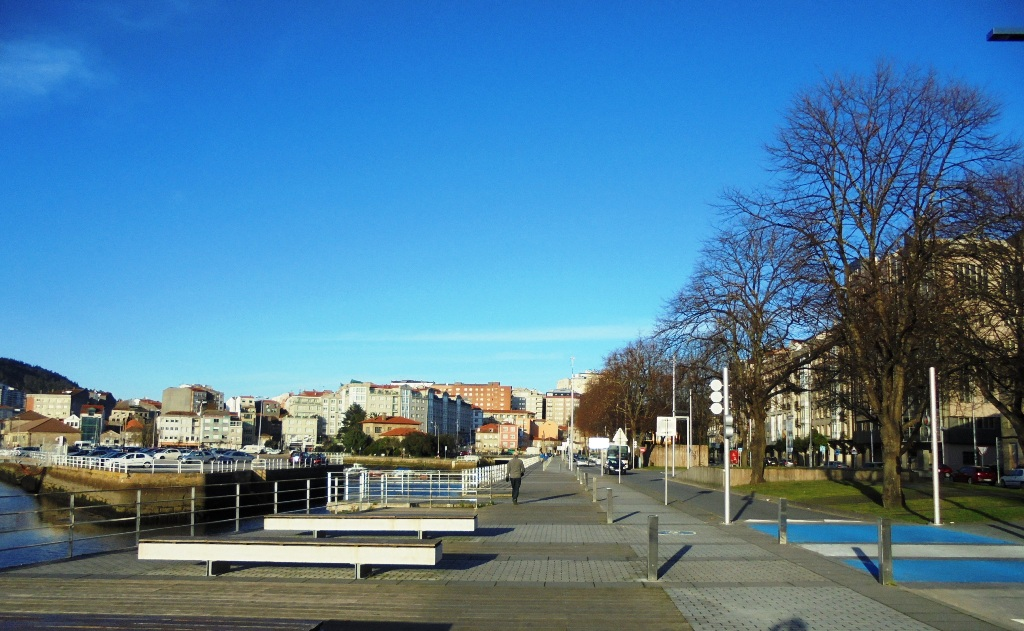
Bancos del Paseo Marítimo

- Paseo marítimo : Desde el puerto de Corvaceiras hasta la rotonda de Malvar, el paseo marítimo cuenta con un paseo que combina madera y adoquín de 1 km de longitud y 2,5 m de anchura que en algunos puntos sobrevuela la ría de Pontevedra y un carril bici de 2,2 m de anchura.[17] En la zona próxima a la calle Manuel del Palacio se restauraron los escalones de piedra que bajan a la ría de Pontevedra.[18] El paseo incluye bolardos con iluminación LED que separan el carril bici del paseo peatonal, varios bancos de diseño de hormigón revestidos de madera en su parte superior cerca del cruce de la calle Manuel del Palacio y un mirador de 100 metros cuadrados sobre pilotes encima de la ría de Pontevedra con vistas a la isla de Tambo.[19] En 2020 se iniciaron las obras de ampliación del paseo marítimo en dos kilómetros más, incorporando un carril bici a lo largo de todo el paseo. El objetivo de la ampliación del paseo fue abrir la ciudad al mar.[20]

Cuando la marea baja en el estuario, grandes bancos de arena quedan al descubierto, formando una zona húmeda que atrae a numerosas aves marinas como garzas, gaviotas, limícolas y patos marinos. Esta zona atrae cada vez a más observadores de aves.

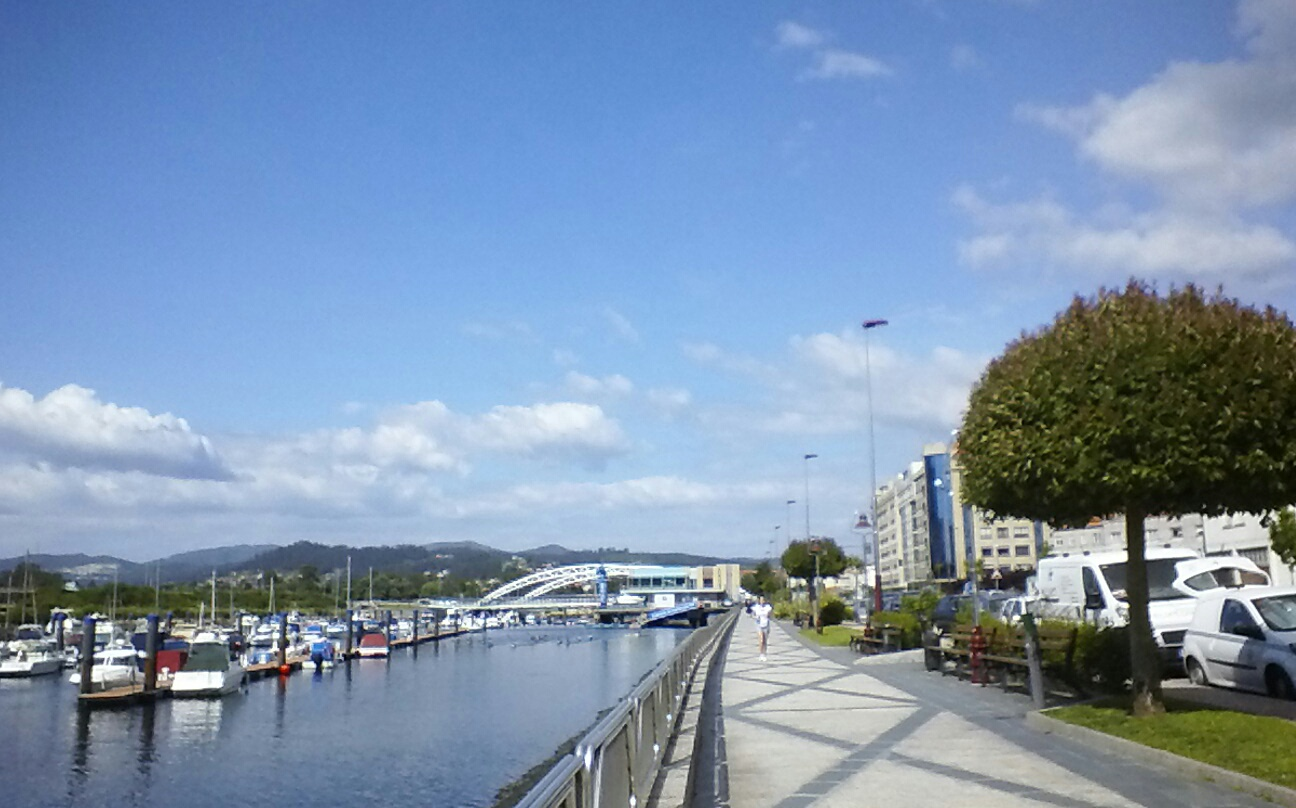
Paseo de Orillamar y puerto Deportivo de Pontevedra.

- Paseo de Orillamar  (desde el puerto de Corvaceiras hasta el puente del Burgo): Paralelo a las avenidas de las Corvaceiras y de Uruguay, el paseo de Orillamar está equipado con una barandilla de acero inoxidable, bancos de madera, papeleras, césped, arbustos, árboles (pinos piñoneros, higueras lloronas, liquidámbar, alcanforeros, perales Callery, alheñas), un seto rojo detrás de los bancos[22] y varias fuentes de agua potable.[6] El paseo está pavimentado con baldosas de granito rosa y losas de pizarra negra dispuestas en forma entrecruzada. El paseo peatonal cruza por debajo el Puente de la Barca con una plataforma de madera que discurre por el interior de uno de los vanos del puente.[23] Un paso subterráneo peatonal con luz natural a través de la rotonda superior de la Avenida de Uruguay, discurre bajo el Puente de las Corrientes. Este paso está protegido en el lado de la ría por una mampara de cristal, para poder ver el agua durante las mareas altas cuando sube el nivel del mar.[24]

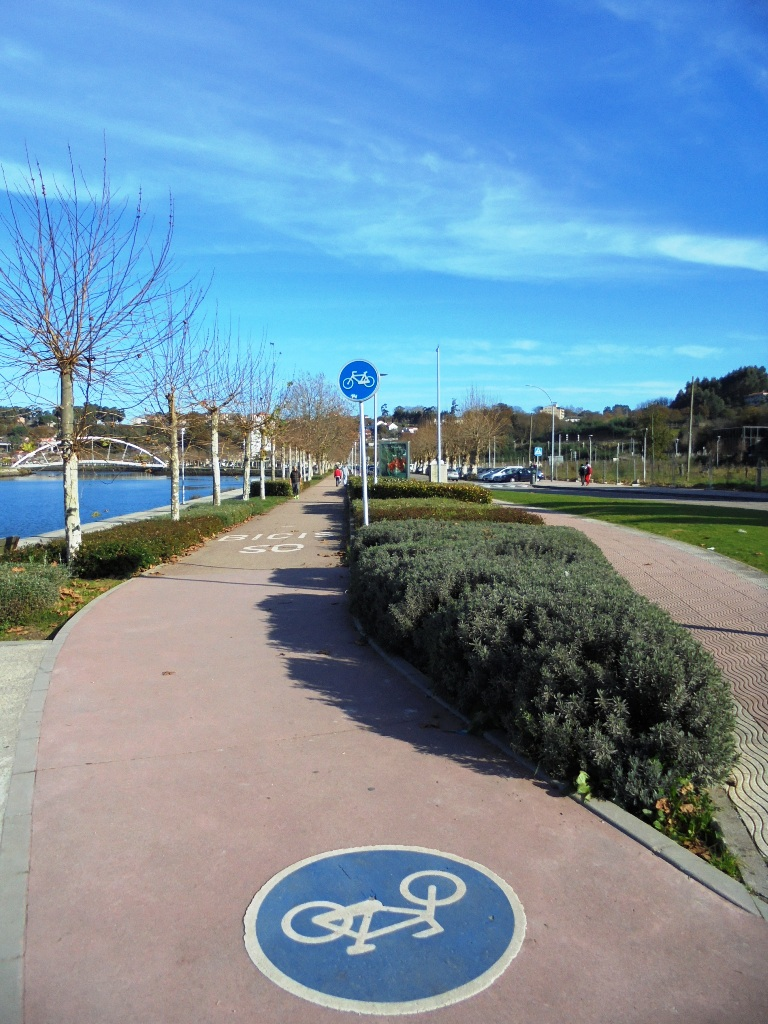
Carril bici del paseo del Lérez

- Paseo del Lérez (desde el Puente de los Tirantes hasta la Playa del Lérez): Paralelo a la avenida de Buenos Aires, incluye un carril bici, un paseo peatonal con escollera y escalinatas de granito que bajan al río, bancos, farolas y jardines con hileras de plátanos de sombra.[25] En el centro del paseo se encuentra la pasarela atirantada diseñada por el ingeniero de caminos Hugo Corres Peiretti, que salva el río Lérez y conduce al parque de la Isla de las Esculturas.[26][27] El tablero curvo de este puente, que permite el paso de pequeñas embarcaciones, tiene una luz de 82,50 metros y una flecha de 13,40 metros, con tablero de chapa y arco curvo de 1 metro de diámetro.[28]

## Puntos de interés
- Los puentes que cruzan la ría de Pontevedra y el río Lérez: el Puente de la Barca, el Puente de las Corrientes, el Puente del Burgo y el Puente de los Tirantes.
- El Puerto Deportivo de Pontevedra, junto al Paseo de Orillamar (Avenida de Uruguay).
- El Mercado de Abastos de Pontevedra, cerca del Puente del Burgo.
- El Museo de Pontevedra, cerca del Puente de Santiago.
- Los bancos de arena durante la marea baja para observar aves marinas.[21]
- La Isla de Tambo, se puede ver desde el paseo marítimo.

## Galería de imágenes

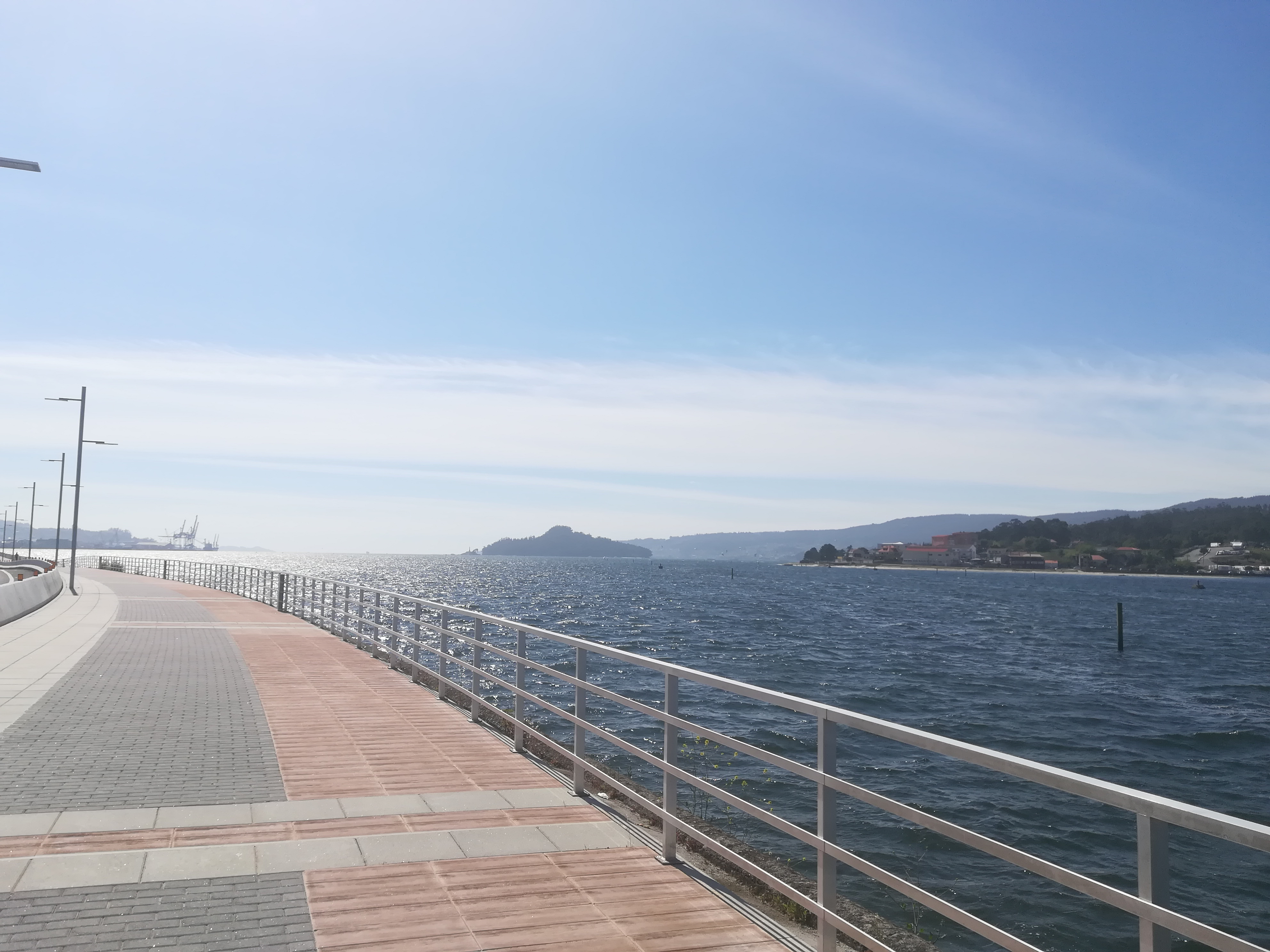
Paseo marítimo
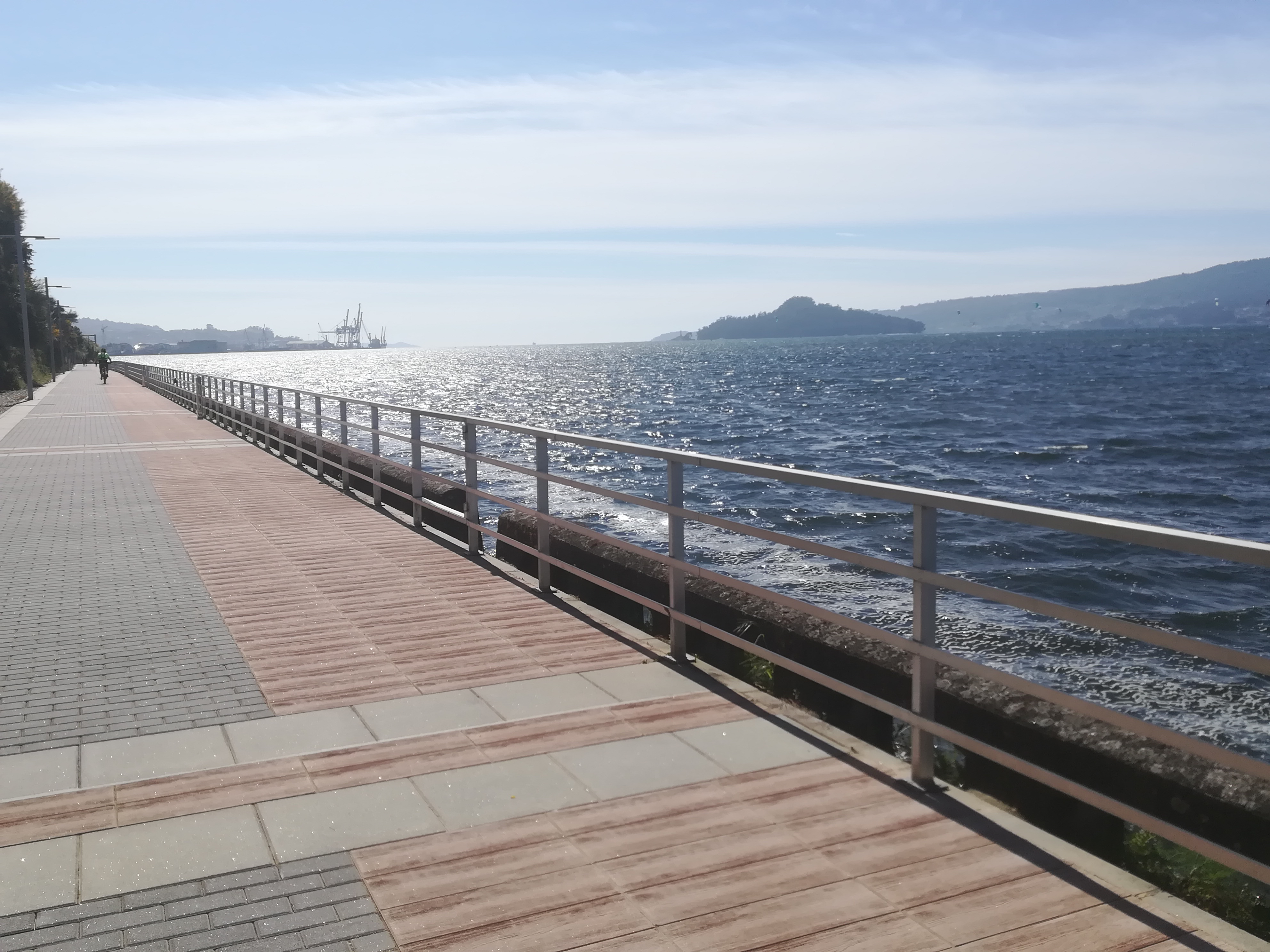
Paseo al borde del mar
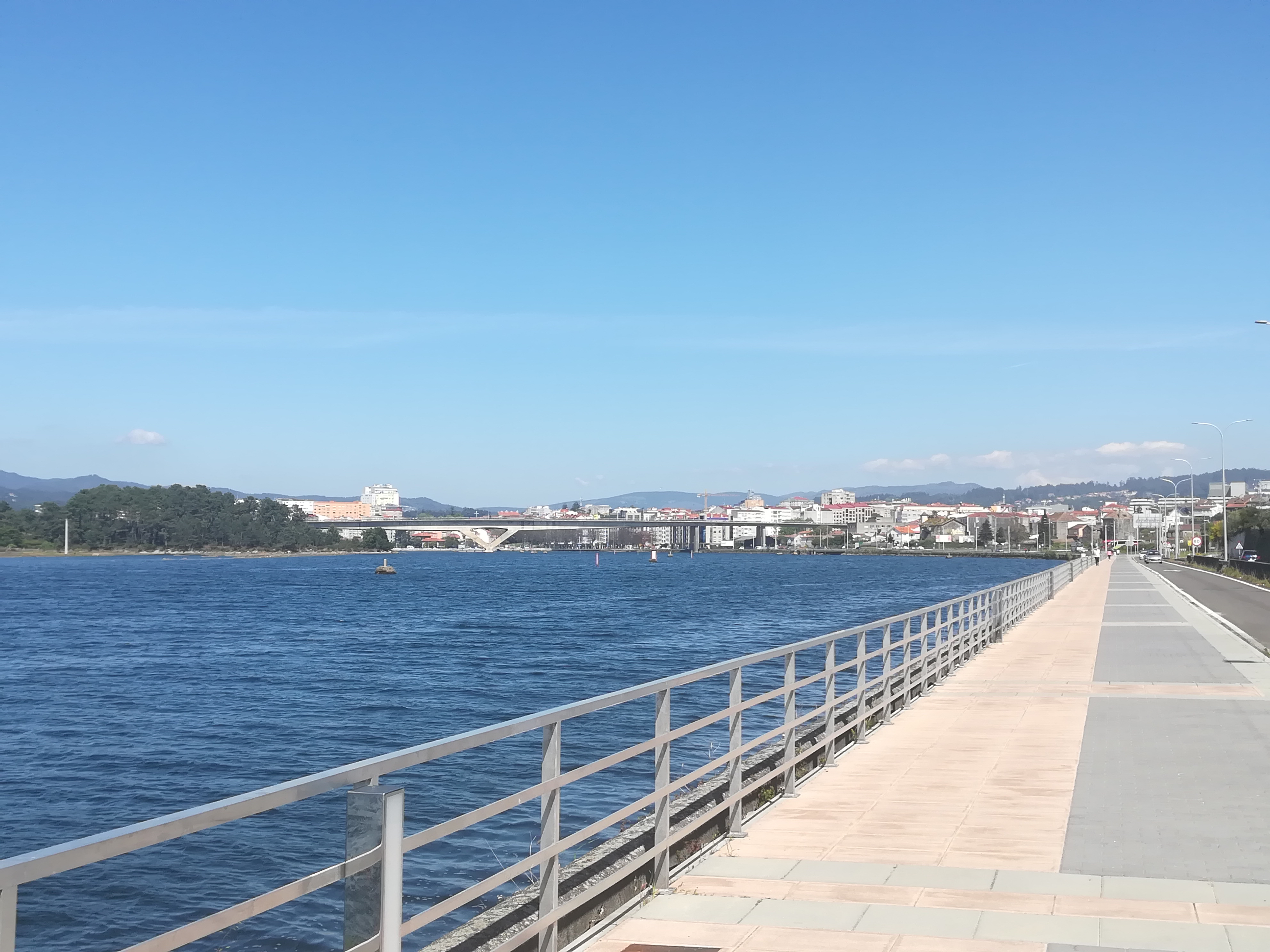
Paseo marítimo con la ciudad al fondo
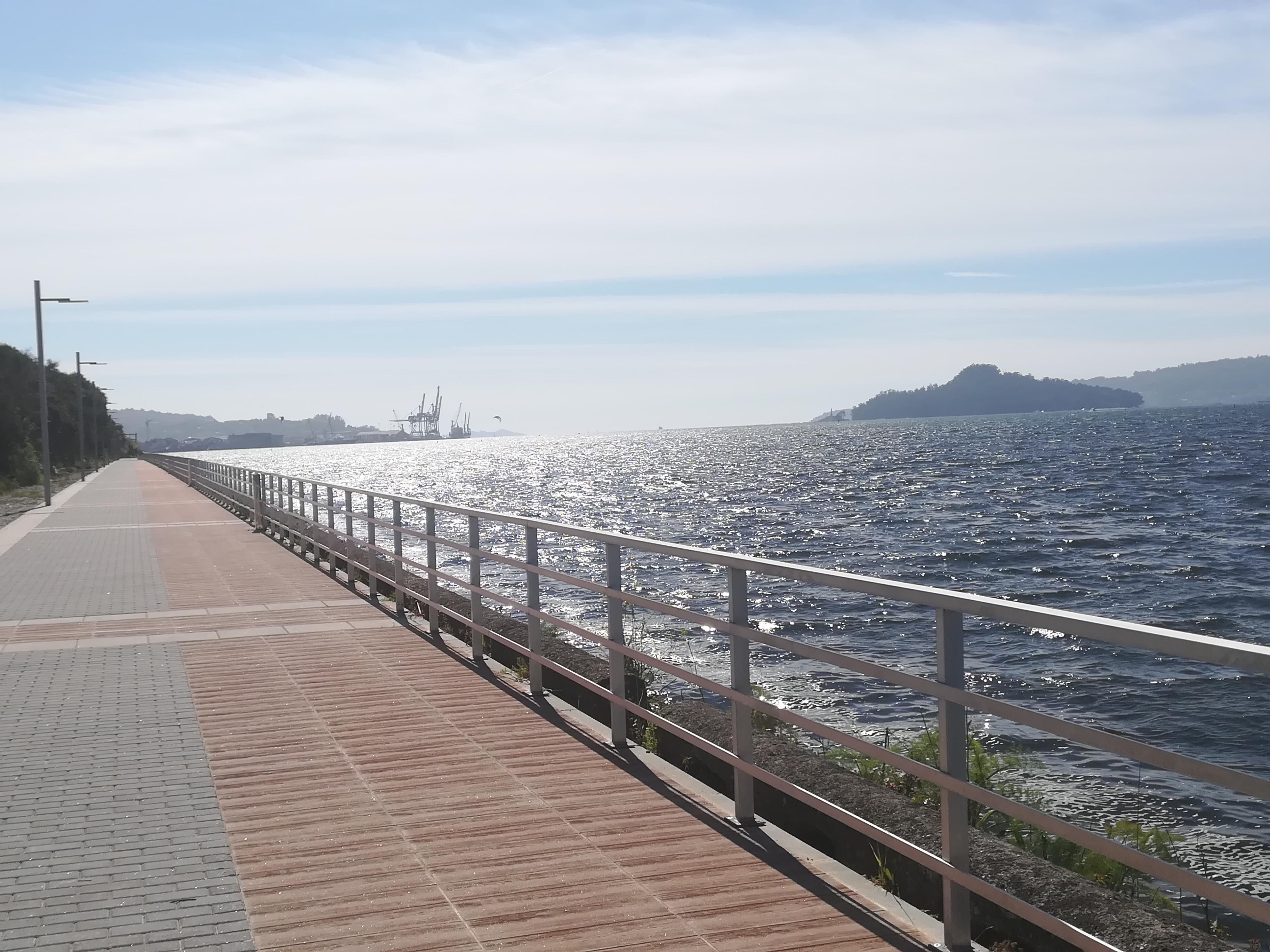
El paseo y la ría de Pontevedra
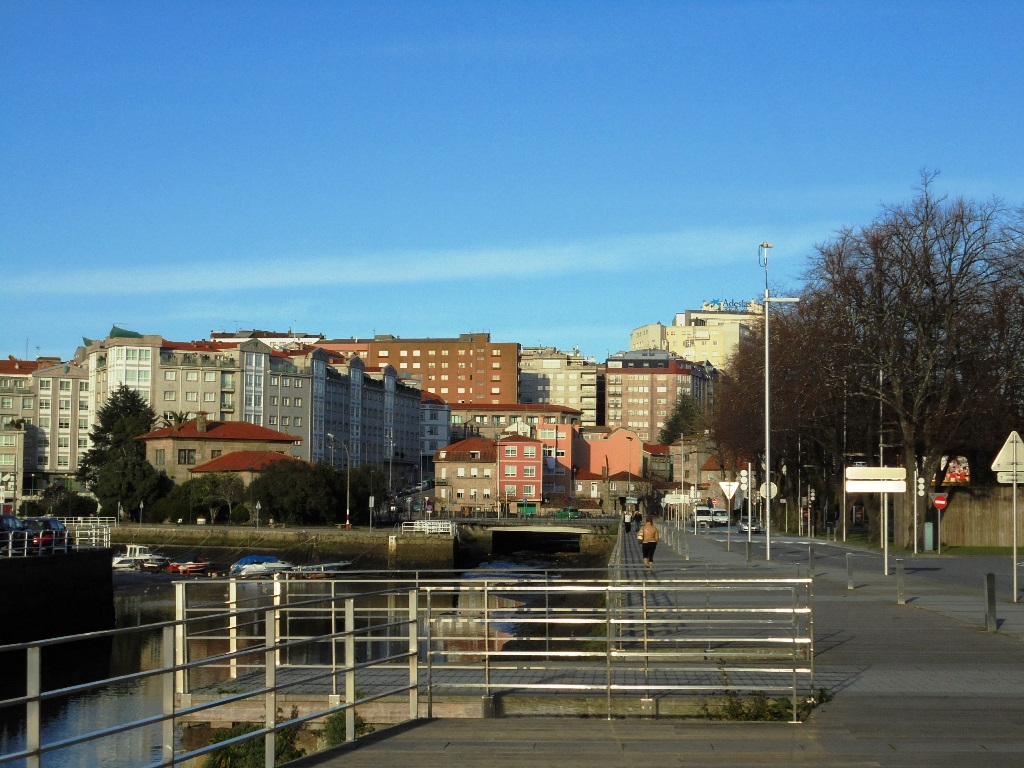
El paseo cerca de la calle Manuel del Palacio
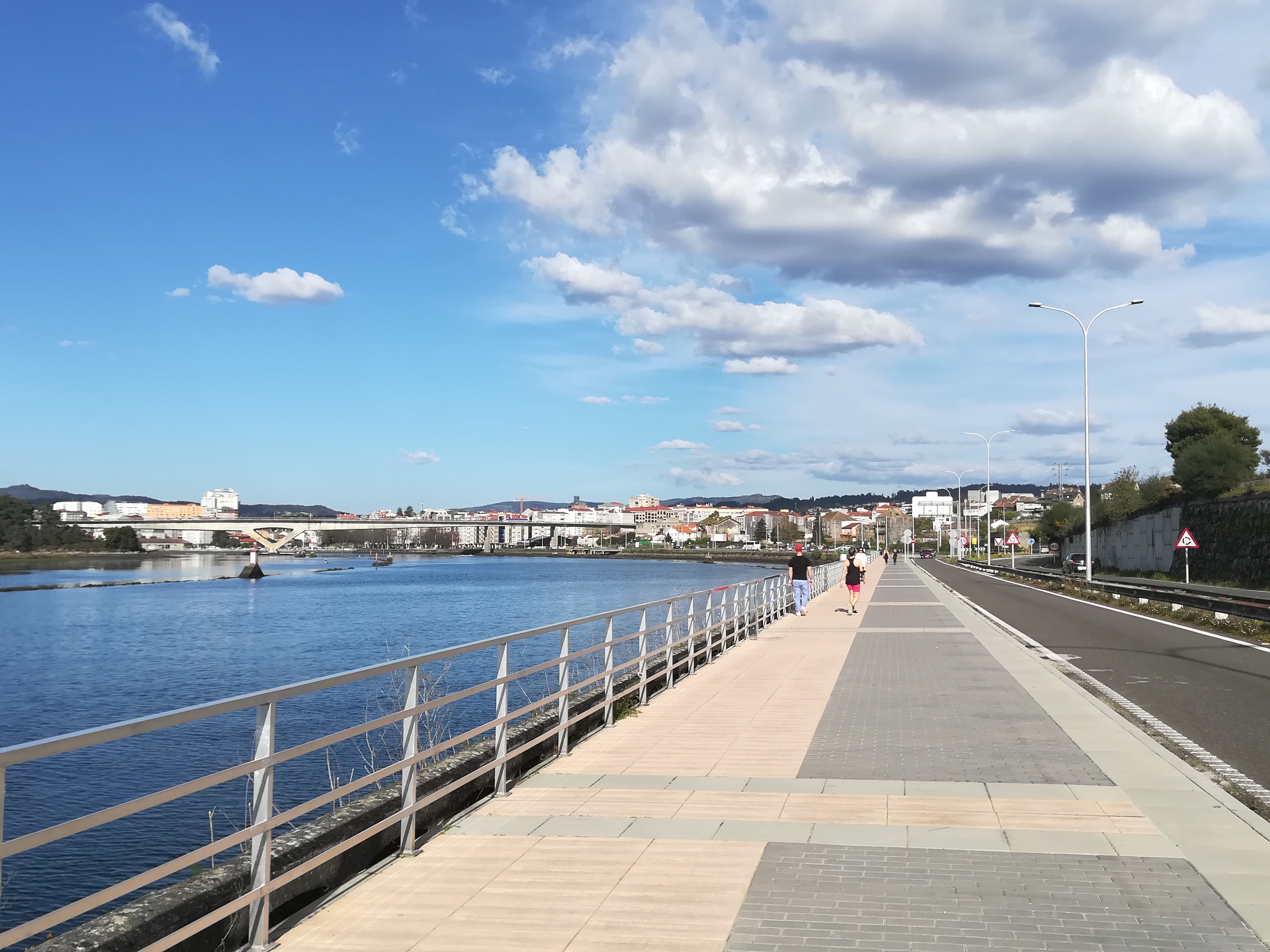
Paseo marítimo y vista de la ciudad
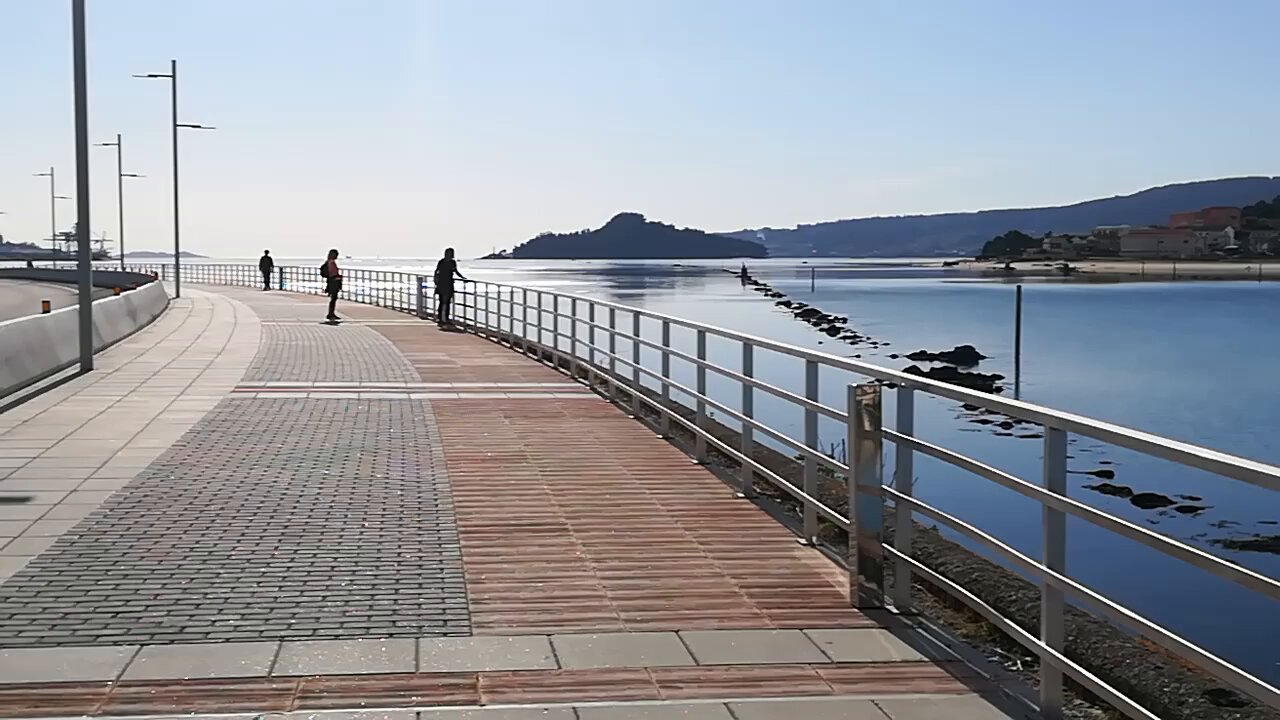
Paseo marítimo y la Isla de Tambo
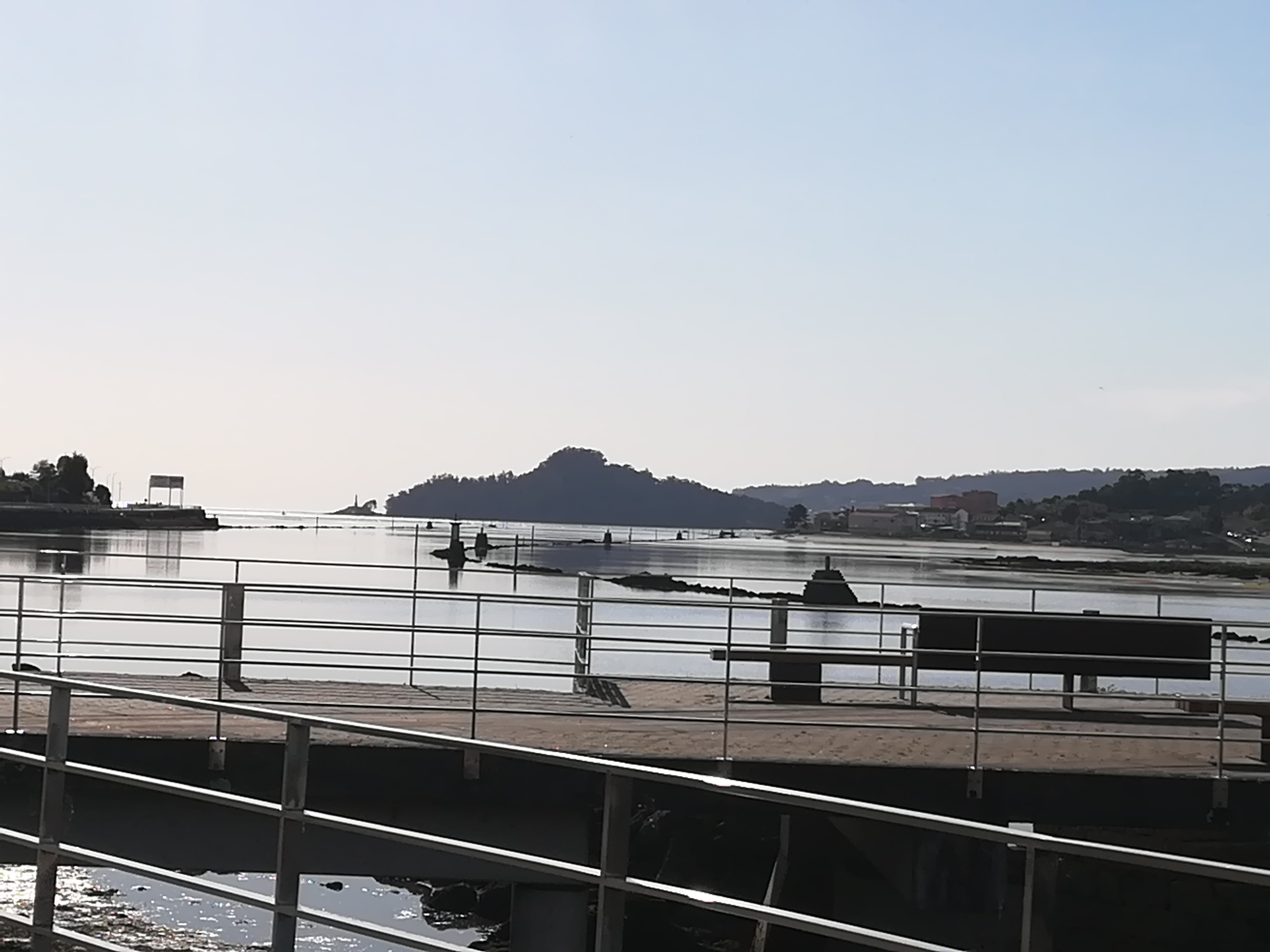
Mirador en el paseo marítimo
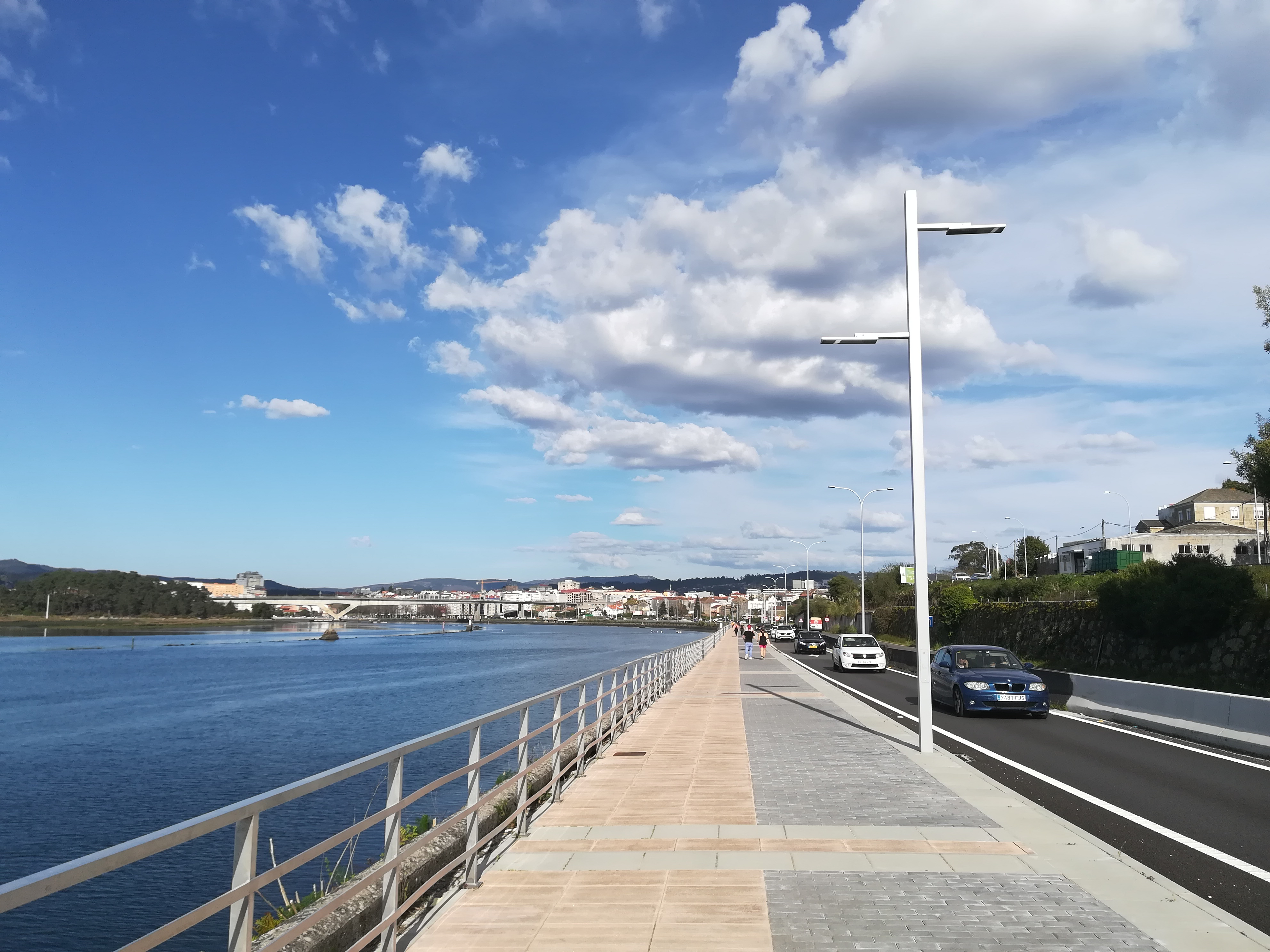
Paseo en dirección a la ciudad
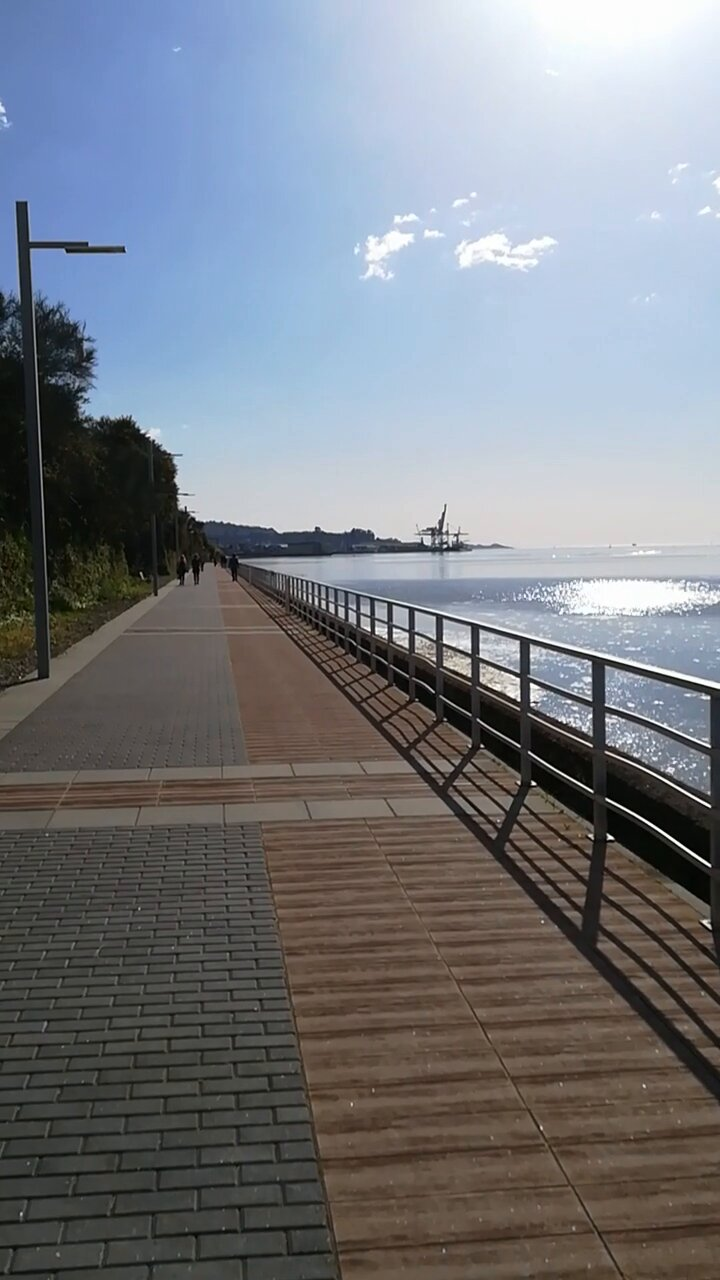
El paseo con los astilleros al fondo
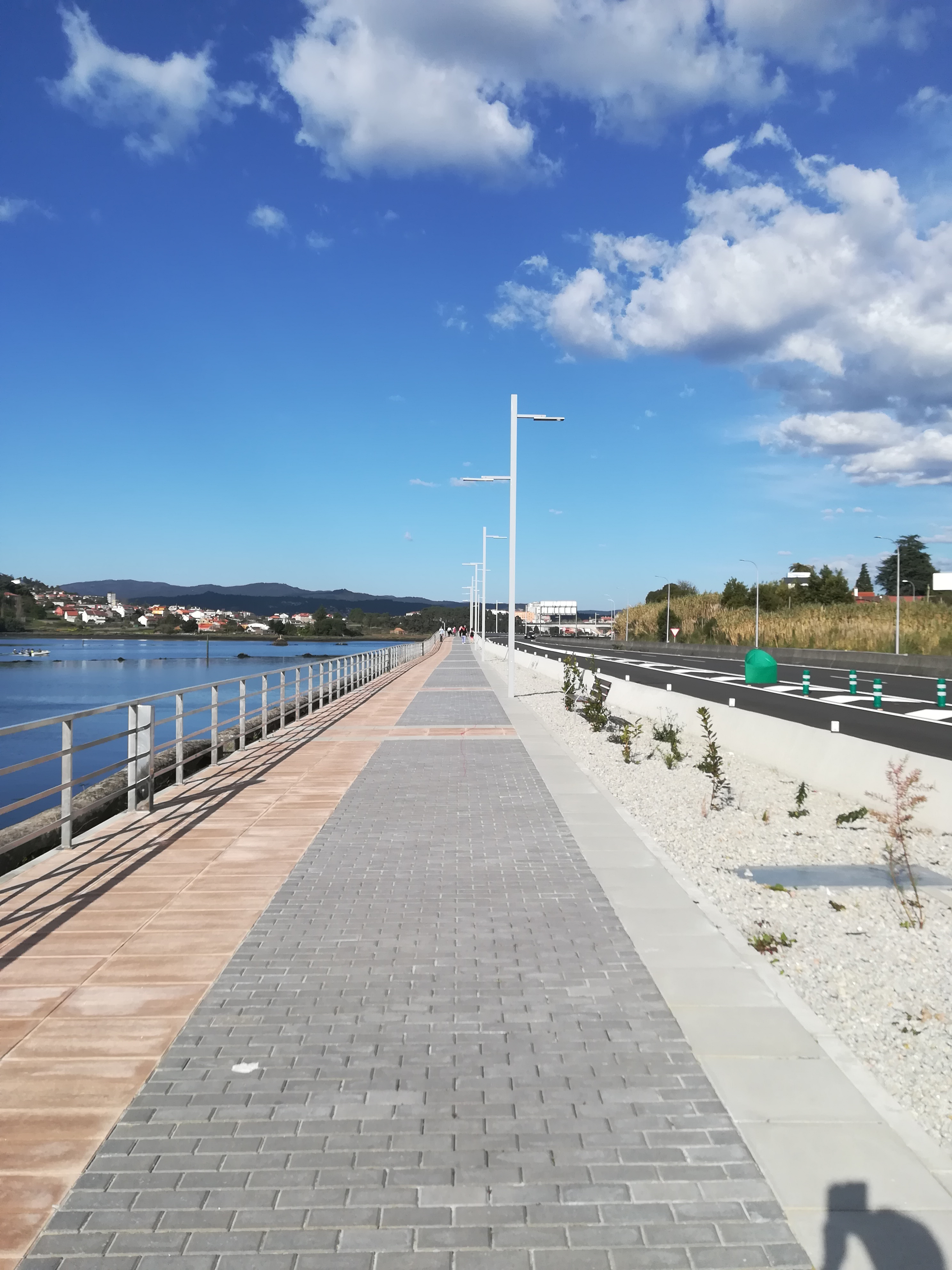
El paseo con las farolas de iluminación
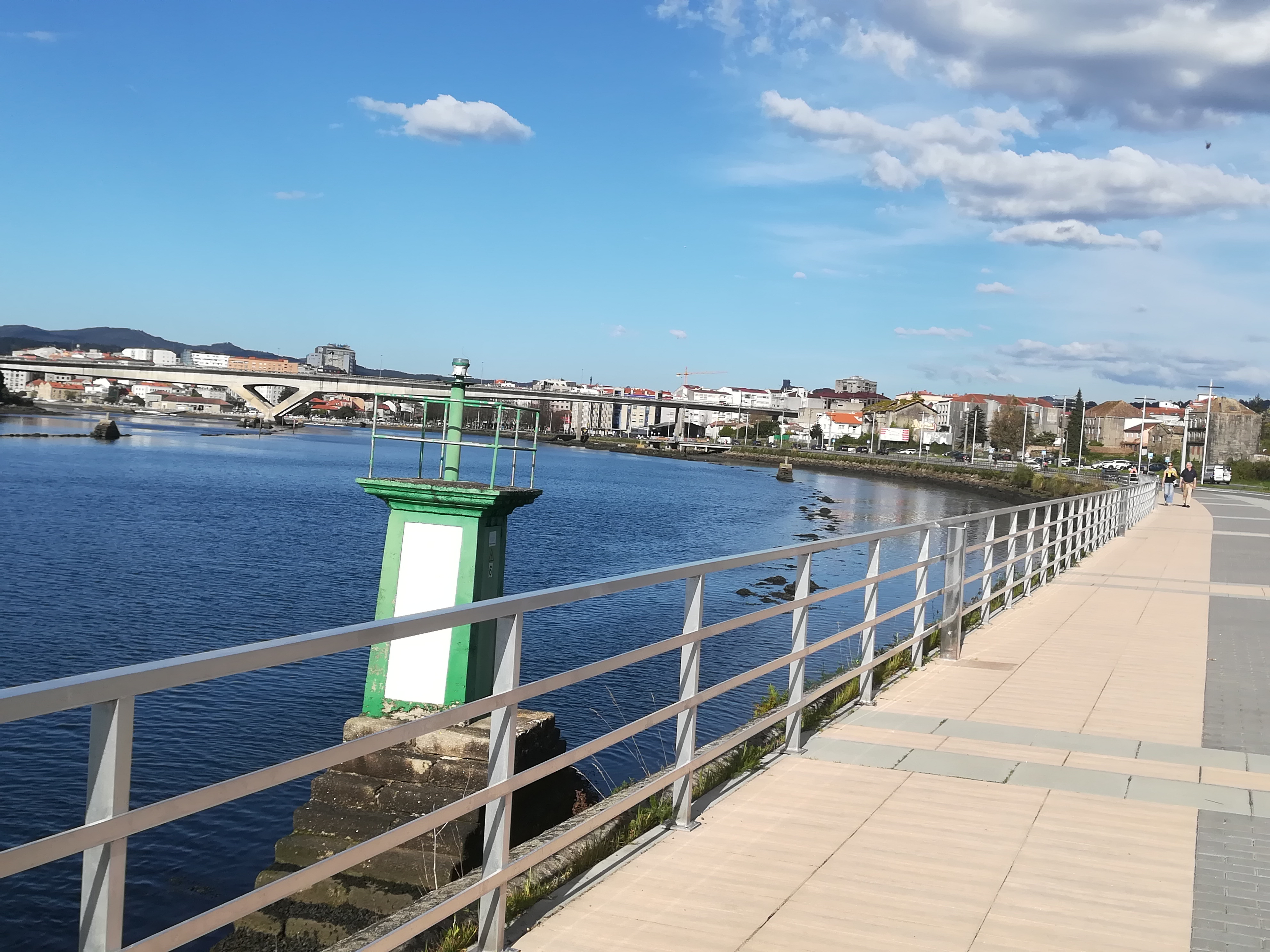
Paseo marítimo y barandilla
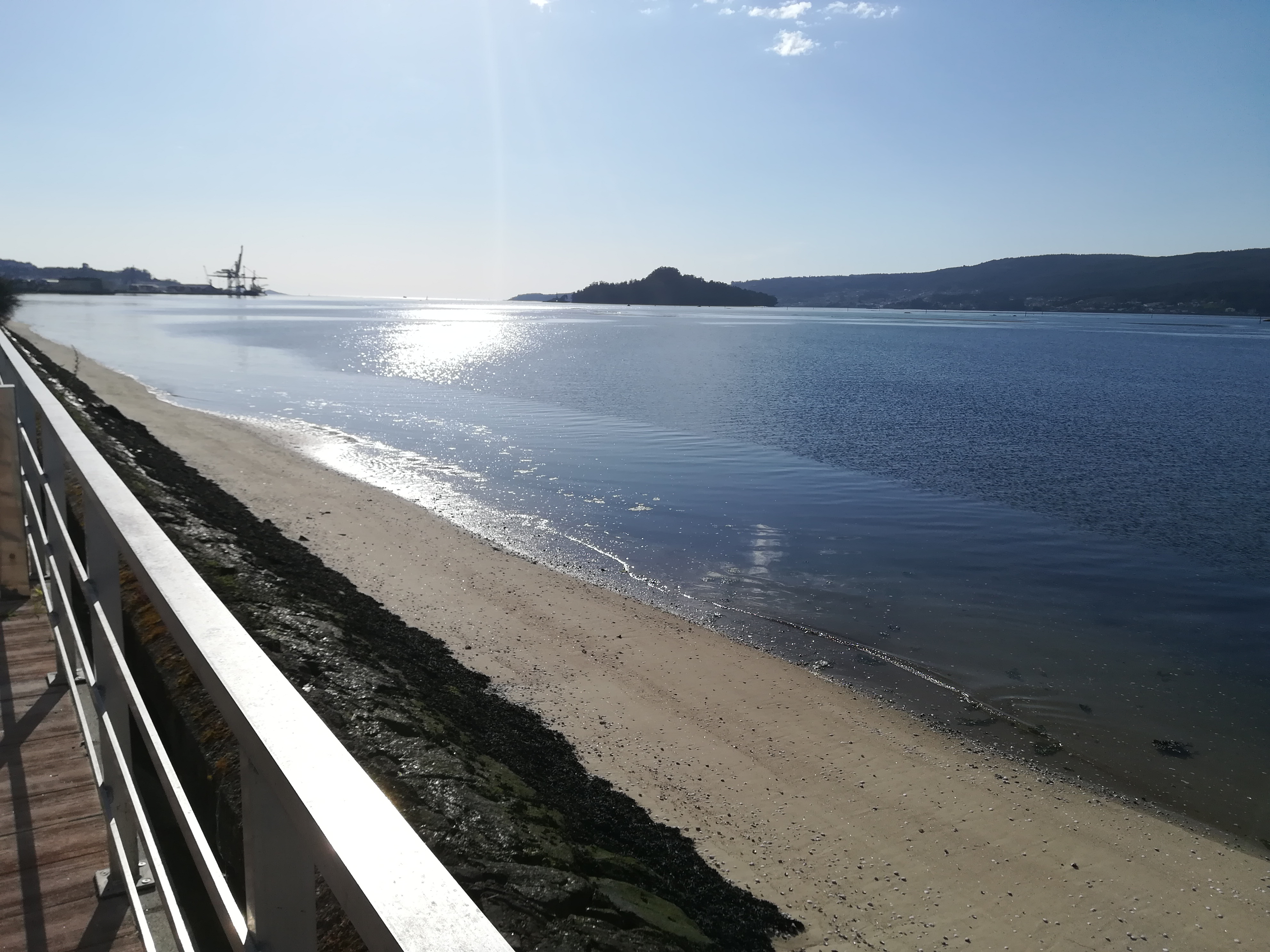
El paseo con marea baja
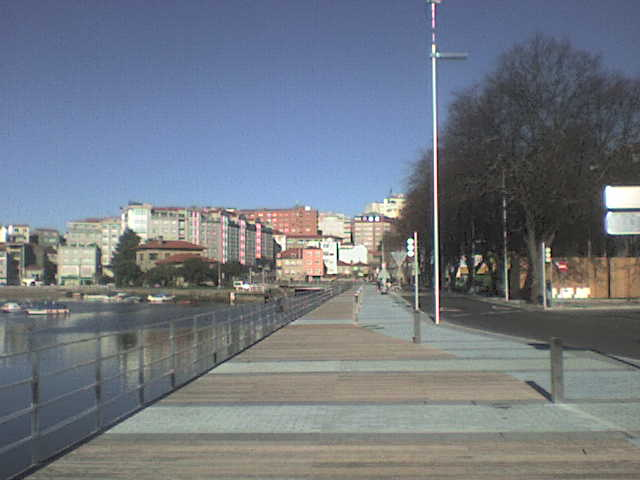
El paseo en la Avenida de Marín
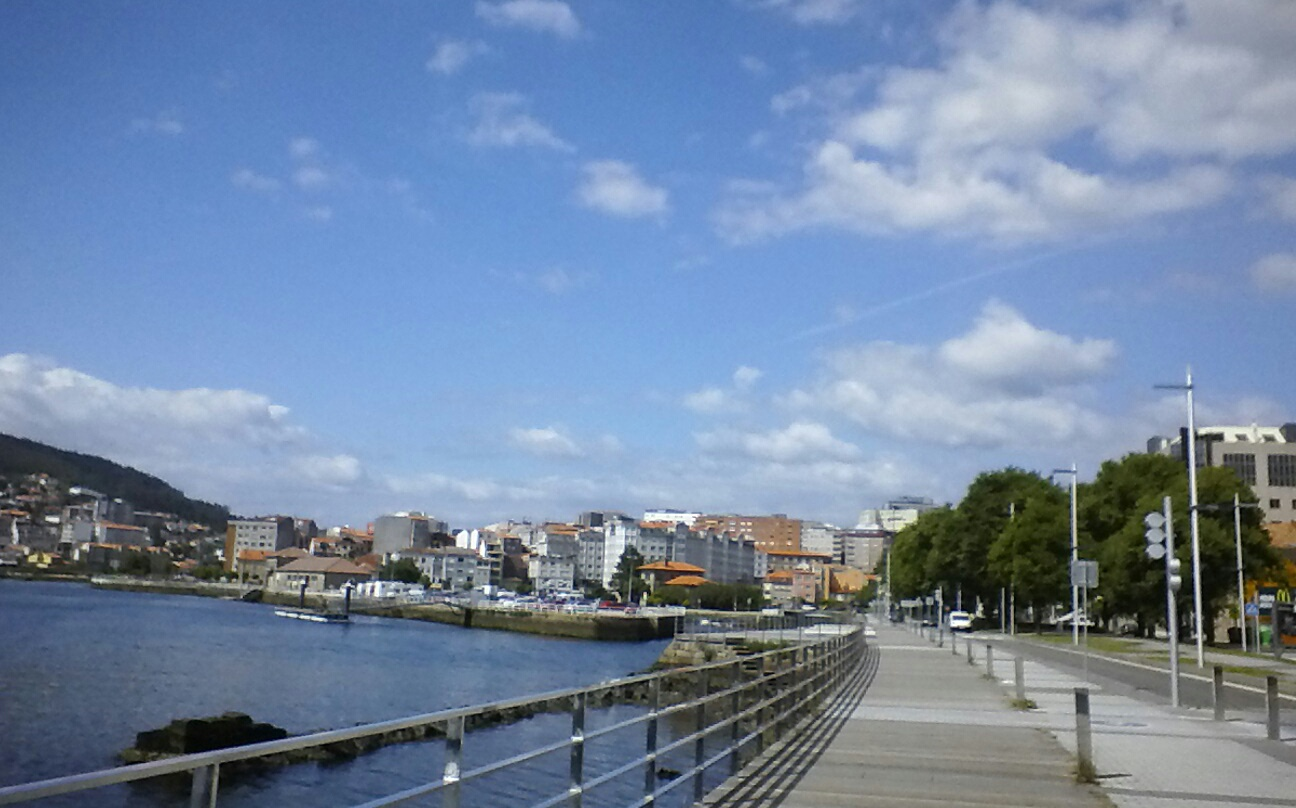
Paseo marítimo, balizas de iluminación LED y carril bici
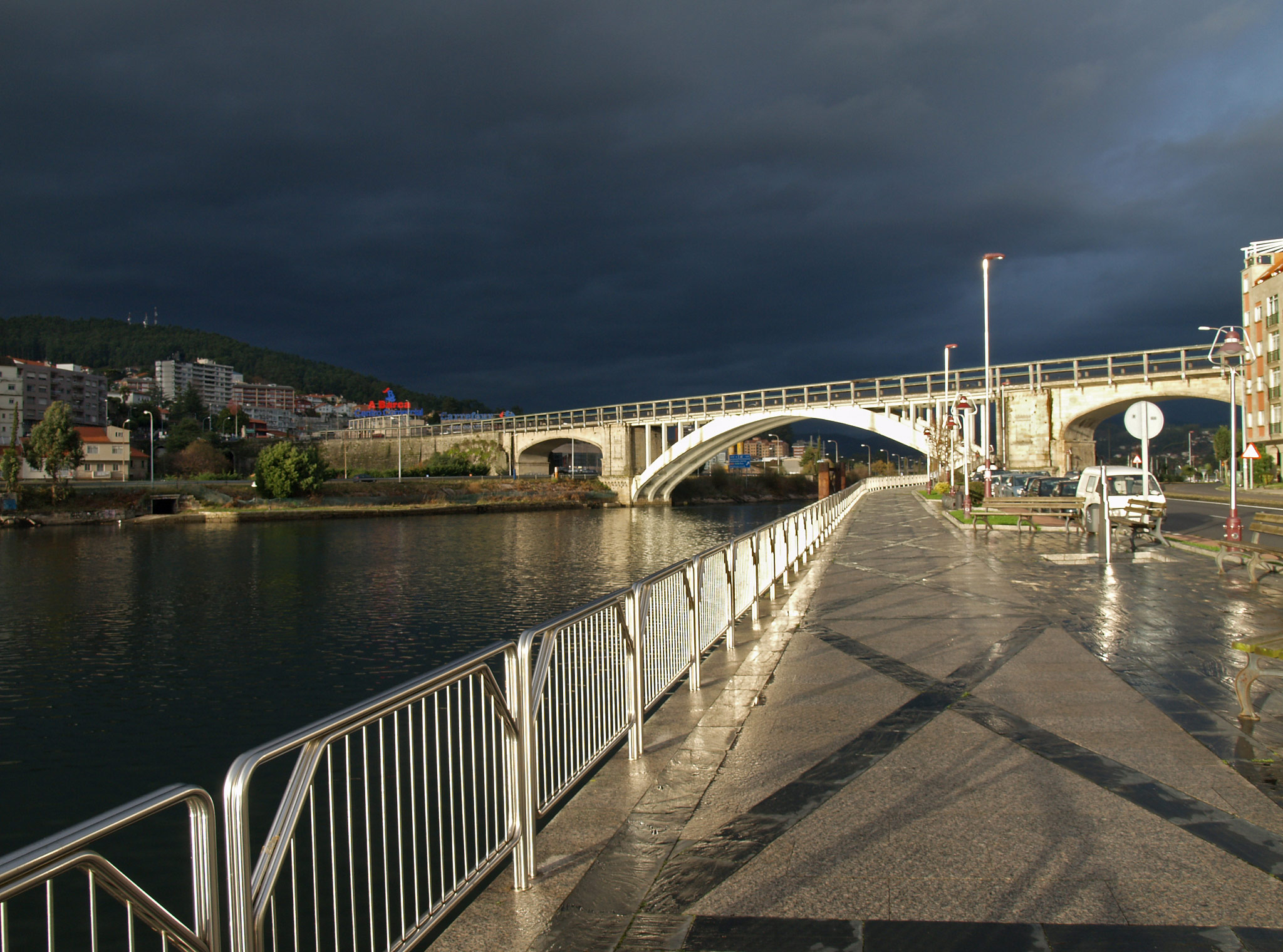
Paseo de Orillamar y Puente de la Barca
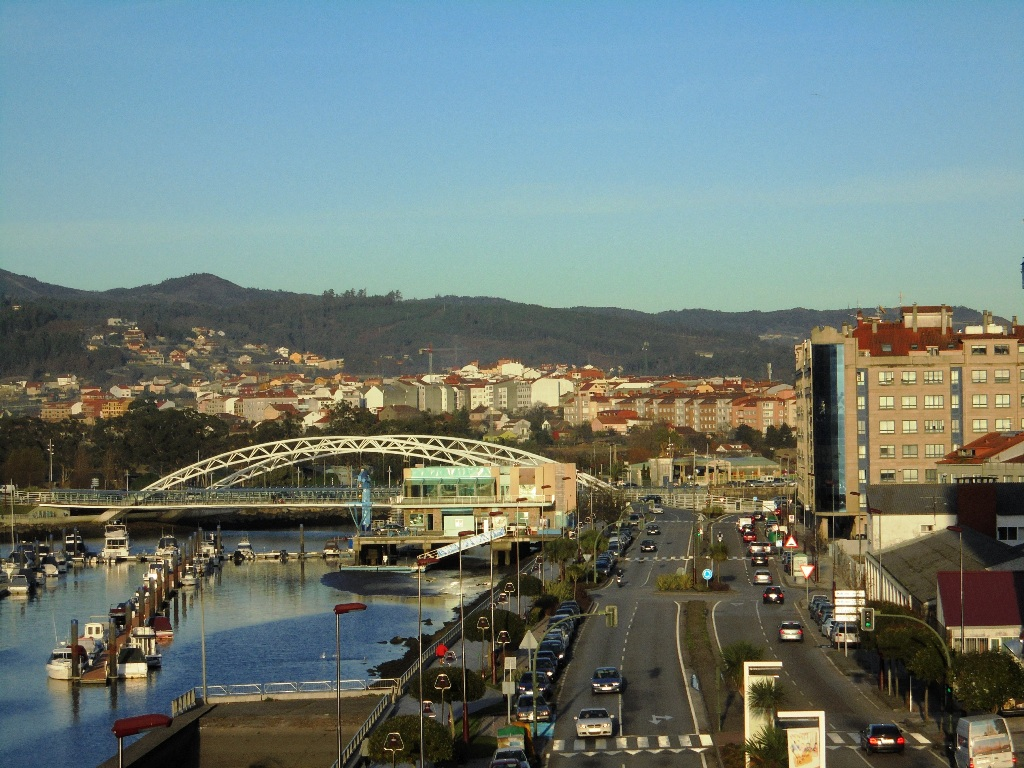
Paseo de Orillamar y puente de las Corrientes
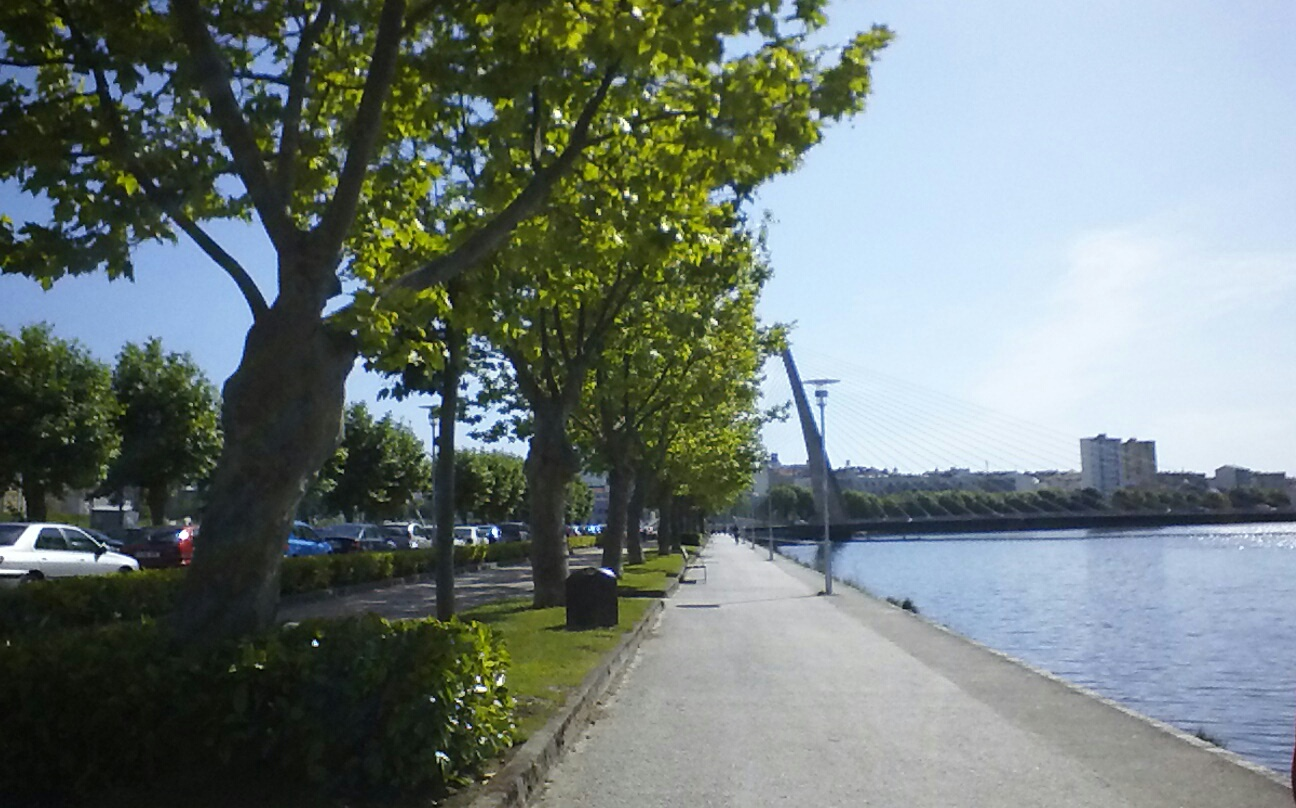
Paseo del Lérez